# Иванов, Иван Иванович (лётчик)
Ива́н Ива́нович Ивано́в (8 октября 1909, Богородский уезд, Московская губерния — 22 июня 1941, Дубно, Ровенская область) — советский военный лётчик, участник Польского похода РККА, советско-финской и Великой Отечественной войн. Старший лейтенант. Герой Советского Союза (посмертно, 1941). Почётный гражданин города Фрязино.
В Рабоче-крестьянской Красной Армии с 1 сентября 1931 года. Действительную военную службу начал в артиллерийской части в Московском военном округе. По личной просьбе был направлен в военно-воздушные силы РККА. Пройдя лётную подготовку, с 1934 года служил в бомбардировочной авиации. Принимал участие в боевых операциях Красной Армии на Украинском (1939) и Северо-Западном (1940) фронтах. После окончания Зимней войны переведён в истребительную авиацию. К июню 1941 года командовал звеном истребителей И-16 46-го истребительного авиационного полка 14-й смешанной авиационной дивизии Киевского особого военного округа. Беспартийный.
Рано утром 22 июня 1941 года, в первый день Великой Отечественной войны, в небе над Ровенской областью со своим звеном вступил в бой с группой немецких бомбардировщиков «Хейнкель-111» из состава эскадры KG55 «Гриф». Расстреляв весь боезапас, тараном уничтожил один из вражеских самолётов. Это считается первым воздушным тараном в истории Великой Отечественной войны. После столкновения в воздухе совершил вынужденную посадку у деревни Загорцы. От полученных травм и ранений скончался в тот же день в госпитале города Дубно.

## Биография

### Детство и юность

Деревни Чижово и Новая на карте Гребневской волости 1878 года

Иван Иванович Иванов родился 8 октября (25 сентября — по старому стилю) 1909 года в деревне Чижово Гребневской волости Богородского уезда Московской губернии Российской империи (с 2005 года в черте города Фрязино Московской области) шестым ребёнком в многодетной семье деревенского кузнеца Ивана Ивановича и домохозяйки Евгении Ивановны Кузнецовых. Русский. На следующий день крещён по православному обряду в Гребневской церкви святителя Николая Чудотворца. Окончил четыре класса начальной школы в соседней деревне Новая. С малых лет помогал отцу в кузнице, понемногу осваивая семейное ремесло.
Отец Ивана, Иван Иванович-старший, был не только хорошим кузнецом, но и знал толк в лошадях, и его часто приглашали в качестве консультанта. Скопив солидную сумму денег, он выкупил у общины земельный участок и кузницу, а также приобрёл кобылу, от которой имел приплод. Уход за жеребятами был ещё одной обязанностью маленького Ивана. После смерти отца, случившейся в январе 1924 года, подросток стал подмастерьем у старшего брата Виктора.
Во второй половине 1920-х годов, после свёртывания НЭПа, Советская власть активно проводила политику экспроприации частной собственности. Духовенство, мелкие собственники, лица, использовавшие наёмный труд, поражались в правах. Чтобы не стать «лишенцами», братья Ивановы вступили в чижовское товарищество «Машинный труд». В это же время Иван увлёкся самодеятельностью, став активным членом сельской агитбригады «Красная рубаха». Молодой кузнец хорошо пел (у него был лирический тенор). Коллектив выступал как в Чижово, так и в соседних сёлах и деревнях.

Агитбригада «Красная рубаха». И. И. Иванов стоит третий слева

Когда в конце 1920-х годов началась принудительная коллективизация, Ивановым пришлось отдать в колхоз не только кузницу, но также земельный участок и лошадь. Иван в 1930 году уехал в Москву, где некоторое время работал в мастерских транспортного союза. В том же году, ещё до отъезда в город, он познакомился со своей будущей женой Верой Бочаровой, происходившей из семьи местных фабрикантов. Вероятно, это знакомство стало причиной его скорого возвращения в Чижово. Однако до сватовства тогда дело не дошло. Мать Веры противилась их отношениям, а вскоре семья Бочаровых была репрессирована. Мария Анисимовна с дочерью до ареста успела уехать в Москву. Позднее они обосновались в Никольском близ Реутова, а вся их многочисленная родня была выслана в Новокузнецк. Иван же 1 сентября 1931 года Щёлковским районным военкоматом Московской области был призван в ряды Рабоче-крестьянской Красной Армии, и на некоторое время их пути разошлись.

### На службе в РККА

#### Лётчик-бомбардировщик
Воинскую службу красноармеец И. И. Иванов начал в 50-м артиллерийском полку Московского военного округа, который дислоцировался в посёлке Солнечногорский. Уже в ноябре того же года его зачислили курсантом полковой школы младших командиров. В 1932 году он стал кандидатом в члены ВКП(б), но из-за утраты кандидатской книжки в партию так и не был принят.
В конце 1920-х — начале 1930-х годов в СССР активно шло формирование военно-воздушных сил. Комсомол и коммунистическая партия обратились к молодёжи с призывом идти в авиацию. Иванов загорелся желанием стать пилотом, но начального образования для этого было недостаточно. По воспоминаниям матери, какой-то военный лётчик посоветовал Ивану стать для начала авиамехаником. Летом 1932 года Иванов написал рапорт о переводе в авиационную школу. Согласно некоторым источникам в августе того же года Иван Иванович стал курсантом 3-й Пермской авиационной школы авиатехников, а уже оттуда в марте 1933 года был переведён в 8-ю Одесскую ВАШП, готовившую лётные кадры для авиационных частей Украинского военного округа.

Учётно-послужная карточка И. И. Иванова

Первый полёт на У-2 Иван совершил в апреле 1933 года. К лету следующего года он освоил также технику пилотирования самолётом Р-1. В июне 1934 года Иванов получил квалификацию пилота и был направлен для прохождения службы в 19-ю легкобомбардировочную авиационную эскадрилью 206-й легкобомбардировочной авиационной бригады, которая дислоцировалась близ города Конотоп Черниговской области.
Летал Иван Иванович на Р-5 и Р-Z. В октябре 1935 года он участвовал в самых масштабных довоенных учениях РККА — Киевских манёврах. Не обходился без него и ни один вечер художественной самодеятельности. Завсегдатаи гарнизонного клуба даже сравнивали певческий талант Иванова с искусством Лемешева. Иногда лётчик вспоминал и свою гражданскую профессию. Полк шефствовал над местным колхозом, и Иван помогал чинить нехитрый крестьянский инструмент, за что однажды был даже премирован фотоаппаратом.
В октябре 1936 года И. И. Иванов получил должность младшего лётчика в своей эскадрилье, а когда в мае 1938 года она была переформирована во 2-й легкобомбардировочный авиационный полк в составе 62-й легкобомбардировочной авиационной бригады — должность старшего лётчика 2-й эскадрильи. В служебной характеристике на Иванова от 6 октября 1938 года отмечалось: «Отлично летает днём, ночью, вслепую и овладел полётами на больших высотах до 8 тысяч метров». 27 марта 1939 года Иван Иванов стал командиром звена 4-й эскадрильи полка и в этом качестве принимал участие в Польском походе, совершив в сентябре 1939 года в ходе военной кампании первый боевой вылет на бомбардировку железнодорожной инфраструктуры в районе Тарнополя.
30 ноября 1939 года началась советско-финская война. Опираясь на мощную долговременную линию обороны, известную как линия Маннергейма, финны оказывали ожесточённое сопротивление, и наступление Красной Армии на Карельском перешейке и в Северном Приладожье шло трудно и медленно. Советское командование вынуждено было перебрасывать на театр военных действий дополнительные силы. 21 февраля 1940 года на Северо-Западный фронт прибыл 2-й легкобомбардировочный авиационный полк. За оставшиеся двадцать дней войны в сложных погодных условиях командир звена бомбардировщиков Р-Z 4-й эскадрильи И. И. Иванов в интересах частей 8-й и 15-й армий совершил семь боевых вылетов, в том числе 3 — ночью.

Лейтенант И. И. Иванов.
1937 год.

После завершения войны как отличнику боевой и политической подготовки и одному из лучших лётчиков полка Ивану Иванову доверили честь представлять бомбардировочную авиацию на первомайском воздушном параде 1940 года в Москве. За участие в параде он получил денежную премию, на которую приобрёл патефон. Его ожидала блестящая карьера, но Иван Иванович уже твёрдо решил переквалифицироваться в лётчики-истребители.

#### Лётчик-истребитель
Мечта стать лётчиком-истребителем появилась у Ивана Иванова ещё весной 1939 года. По воспоминаниям Веры Владимировны Бочаровой, Иван был впечатлён грандиозным воздушным парадом в Москве и всё повторял слова Валерия Чкалова о том, что настоящий лётчик должен уметь управлять всеми видами самолётов. Он даже поделился с женой планами написать рапорт о переводе, но эти планы пришлось отложить сначала до окончания Польской кампании, а затем — Зимней войны. Война с Финляндией только укрепила его уверенность в правильности выбранного пути. «Бомбы, как пули-дуры, не разбирают, кого убивают — ярого врага, деревенского парня в шинели или мирных жителей. Душе тошно… Буду писать рапорт о переводе в истребители. Истребитель бьётся в честном бою с таким же истребителем или сбивает бомбёров, не давая им сбросить бомбы на наших солдат или мирных жителей. Тут всё справедливо», — объяснял Иван жене.
Рапорт о переводе в истребительную авиацию он подал уже осенью 1940 года, после возвращения полка в Конотоп. Переобучение на И-16 Иван Иванович проходил в той же 8-й авиационной школе пилотов имени Полины Осипенко, которая в 1940 году также была переведена из Одессы в Конотоп.
Рассказывают, что уже во время переобучения старший лейтенант И. И. Иванов поразил всех мастерством воздушной стрельбы, превзойдя по этому показателю даже опытных лётчиков-истребителей. В 46-м истребительном авиационном полку, где Иванов продолжил службу после окончания курсов, он также зарекомендовал себя настоящим воздушным снайпером. Его фотография как отличника воздушно-стрелковой подготовки висела на Доске почёта воинской части. В какой именно эскадрилье служил Иван Иванович, в 1-й или 2-й, данные разнятся, но обе дислоцировались на аэродроме в Дубно. В городе лётчику выделили комнату, куда он смог перевезти жену с сыном Володей.

В Дубно Иван был предельно занят, — вспоминала Вера Владимировна. — Отлетает, приведёт себя дома в порядок и быстрей на занятия, а если выходной — на репетицию в гарнизонный клуб. Остальное время нам уделял. Мне наколет дров, воды наносит — и к сыну тянется. В ту последнюю зиму, под сорок первый год, против нашего окна стоял медведь ростом с человека — для Вовы из снега вылепил.

К весне забот прибавилось. В часть за помощью стали обращаться местные крестьяне. Иван сначала починил мельницу, потом то шестерёнку для трактора выкует, то борону поправит, то плуг починит. В мае 1941 года полк был выведен в летний лагерь, в связи с чем 1-я и 2-я эскадрильи перелетели на аэродром Млынова. Предстояла напряжённая боевая учёба, по окончании которой лётчики должны были сдать экзамены по технике пилотирования, знанию матчасти, физподготовке, стрельбе по наземным и воздушным целям. Инспекторскую комиссию возглавлял генерал Фёдор Яковлевич Фалалеев.

Звено старшего лейтенанта И. И. Иванова держало экзамен одним из последних 21 июня 1941 года. Лётная работа командира звена и его подчинённых получила очень высокую оценку комиссии. По всей видимости, командование дивизии планировало выдвинуть старшего лейтенанта Иванова на должность заместителя командира эскадрильи. Командир 46-го истребительного авиационного полка майор И. Д. Подгорный в аттестационной характеристике писал:

Воздушный бой ведёт хорошо. Материальную часть самолёта и мотора знает хорошо, эксплуатирует грамотно. Аварий и поломок не имеет. Звеном руководит умело. Дисциплина в звене хорошая, звено сколочено. Принимал участие в борьбе с белофиннами. Имеет семь боевых вылетов. Инициативен, решителен, требователен к подчинённым. Тактически грамотен. Должности командира звена соответствует. Достоин по личным способностям выдвижения на должность помощника командира эскадрильи и присвоения воинского звания капитана.
Однако ни очередное воинское звание, ни новую должность Иван Иванович получить не успел. Началась война.

### Таран лётчиком Ивановым немецкого бомбардировщика

#### История вопроса
Один день из жизни лётчика Ивана Иванова, 22 июня 1941 года, при всей изученности его биографии остаётся самым сложным для исследователей. Причиной тому стало слишком общее описание подвига Героя в первоисточнике. В сопроводительном письме от 29 июля 1941 года к ходатайству о присвоении старшему лейтенанту И. И. Иванову звания Героя Советского Союза, составленному, по всей видимости, в штабе Юго-Западного фронта, говорится:

В течение одного дня 22.6.41 года произвёл 5 боевых вылетов и имел 4 воздушных боя. В последнем бою с вражеским самолётом расстрелял все патроны[,] самоотверженно таранил неприятельский самолёт, сбил последнего и сам погиб смертью храбрых.

3 августа 1941 года в газете «Правда» появилась редакционная статья «Бесстрашные», в которой среди прочих, описывался и подвиг старшего лейтенанта Иванова уже в деталях. Некоторые исследователи предполагают, что данный текст был отредактирован политработниками РККА с целью дальнейшего использования в агитационных целях.

Из всех авиаторов, совершивших тараны 22 июня, — пишут в своём исследовании Жирохов и Котлобовский, — звание Героя Советского Союза получил только старший лейтенант Иван Иванович Иванов. Причём, по нашему глубокому убеждению, признавая подвиг лётчика, основанием послужил исключительно глубокий символизм фамилии, на которой, как известно «вся Россия держится»… ясно только то, что советская пропаганда уже тогда решила раскручивать этот случай и Иванова как первого лётчика, совершившего таран в ходе войны. Об этом свидетельствует, в частности, скорость присвоения звания Героя Советского Союза. Это почётное звание было присвоено ему уже 2 августа 1941 года, что, учитывая неразбериху первых дней войны, просто молниеносно.— 
Возможно, такие планы в Главном политическом управлении РККА действительно существовали. Например, был выпущен плакат, посвящённый Героям Советского Союза, удостоенным звания за подвиги в первые дни войны, в том числе и лётчику И. И. Иванову. Однако к концу сентября обстановка на фронте резко изменилась. Красная Армия потерпела поражение в Смоленском сражении, был оставлен Киев, и герои первых дней войны для пропагандистов потеряли актуальность. Поэтому Иван Иванов не получил на фронтах такую же известность, как, например, Николай Гастелло или Виктор Талалихин. Об Иванове на протяжении всей войны помнили разве что в его родном полку, где на его примере воспитывали молодых лётчиков, вчерашних выпускников военных училищ.

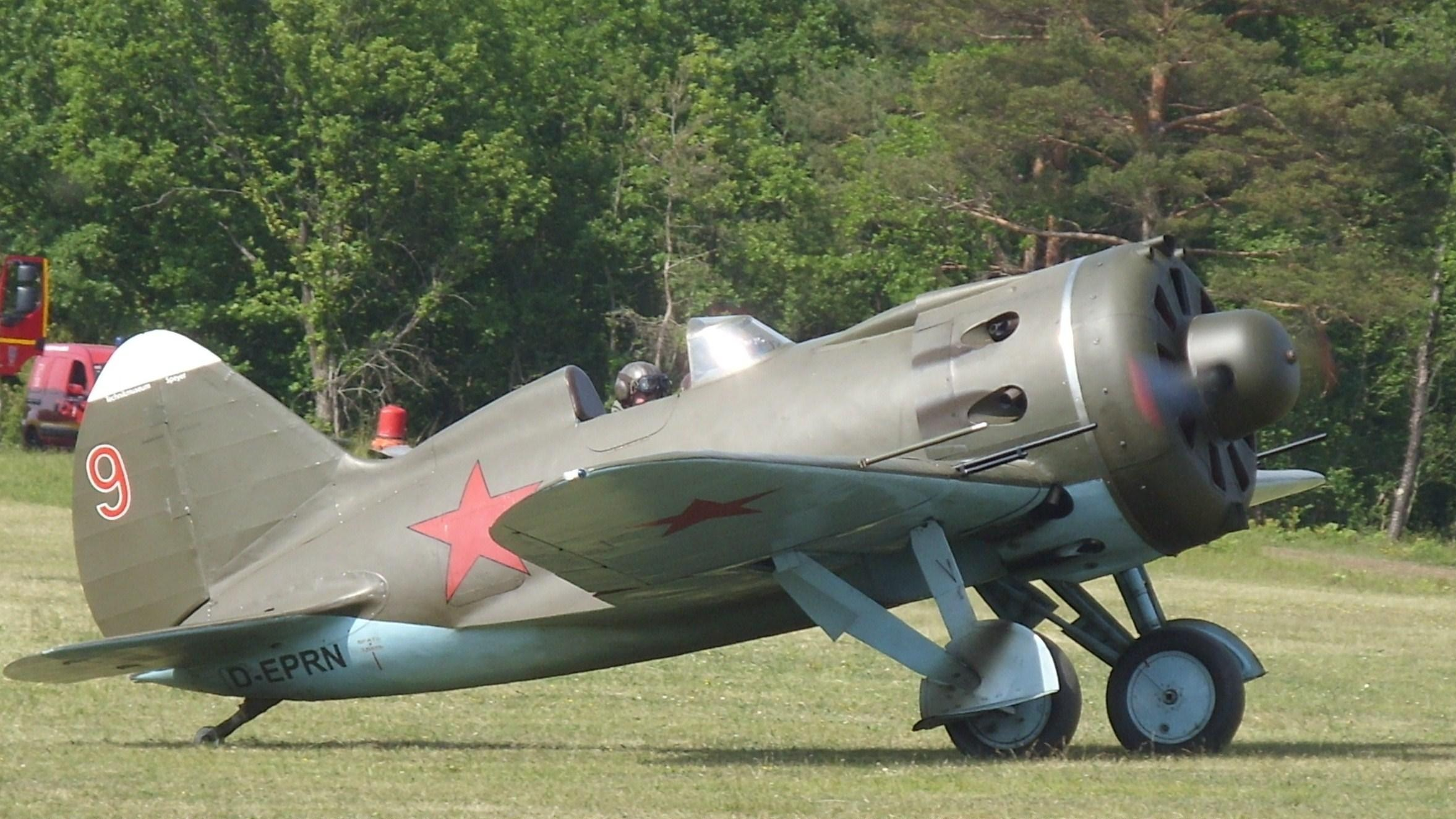
Советский истребитель И-16

Иван Иванов не был первым лётчиком, получившим звание Героя Советского Союза за таран в годы Великой Отечественной войны. Тем же указом высокое звание было присвоено младшему лейтенанту Д. А. Зайцеву, совершившему таран 4 июля 1941 года. Ещё более «молниеносно» звание за аналогичный подвиг получили младшие лейтенанты П. Т. Харитонов (таран 28 июня 1941 года, указ о присвоении звания от 8 июля 1941 года), С. И. Здоровцев (таран 28 июня 1941 года, указ о присвоении звания от 8 июля 1941 года) и М. П. Жуков (таран 29 июня 1941 года указ присвоении звания от 8 июля 1941 года).
Вопрос о том, что Иван Иванов совершил первый в истории Великой Отечественной войны воздушный таран, вообще до 1957 года не поднимался. Более того, на протяжении двенадцати послевоенных лет первым советским лётчиком, повторившим в годы войны с германским фашизмом подвиг русского лётчика Нестерова, считался Пётр Харитонов. Всё началось с публикации в газете «Правда Украины» от 29 июля 1957 года отрывка из очерка С. С. Смирнова, озаглавленного как «Первый воздушный таран», в котором автор оспорил пальму первенства у Харитонова в пользу лейтенанта П. С. Рябцева, таранившего немецкий самолёт в 10 часов утра 22 июня 1941 года в небе над Брестом. Через некоторое время в редакцию пришло письмо от гвардии майора В. В. Нарваткина, сообщившего, что по его информации в тот же день, но значительно раньше, в 4 часа 25 минут в небе над Ровенской областью совершил таран лётчик его полка старший лейтенант И. И. Иванов.

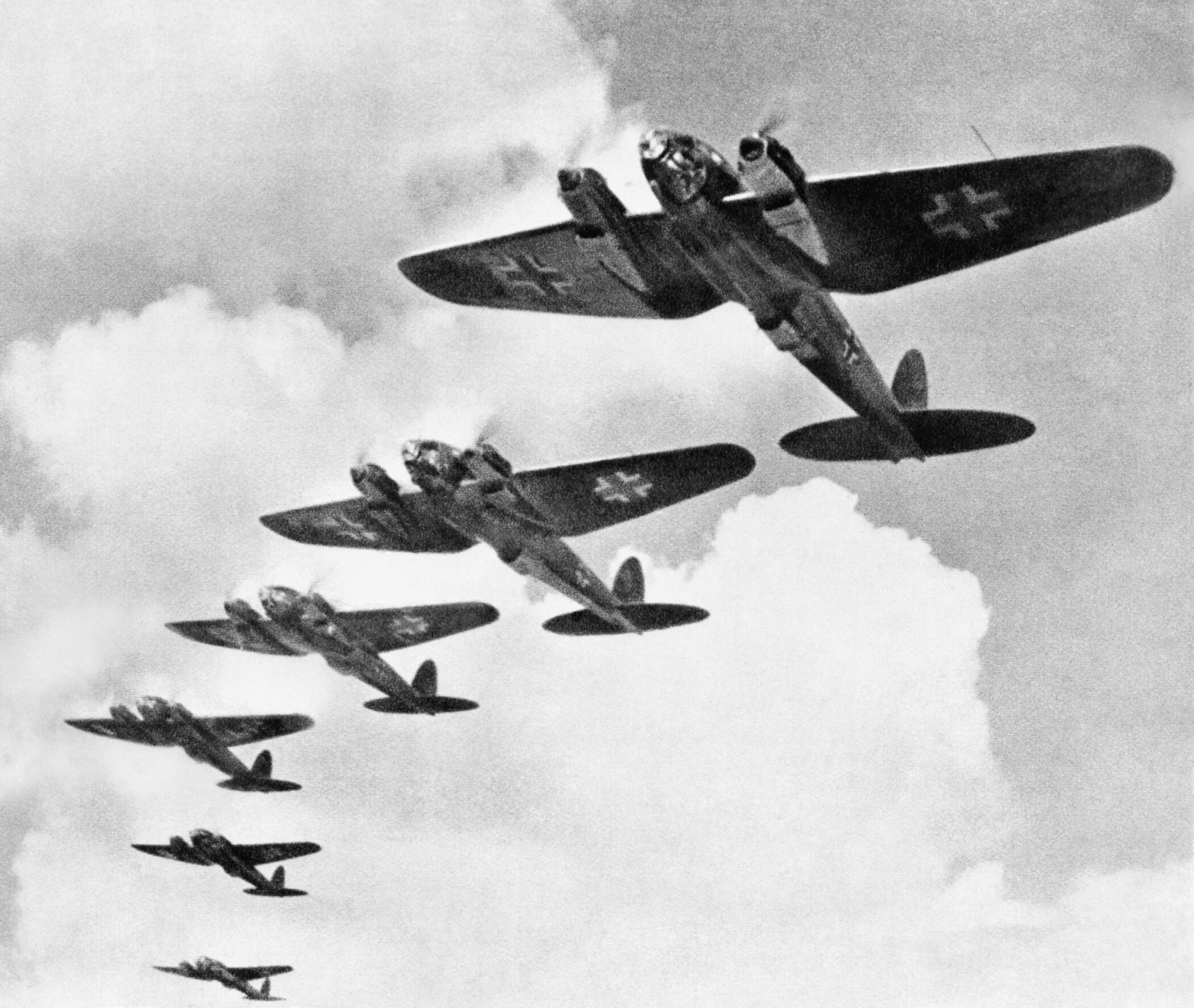
В небе немецкие бомбардировщики He 111

В результате проведённой журналистами и энтузиастами поисковой работы удалось собрать большое количество фактического материала, в том числе и воспоминания ветеранов 46-го (68-го гвардейского) истребительного авиационного полка. Однако все собранные факты пытались подогнать к версии тарана в 4:25, в результате чего в ней появился ряд нестыковок и противоречий. Эта версия подвига лётчика подверглась серьёзной критике. В постсоветское время дошло даже до того, что был поставлен под сомнение сам факт тарана. Однако у подвига старшего лейтенанта Иванова достаточно свидетельств. Это, прежде всего, отчёты лётчиков звена Иванова, непосредственно участвовавших в бою, лейтенантов Кондранина и Юрьева. Момент столкновения самолётов в воздухе видел лётчик другого полка М. В. Железняк, который указал в качестве места совершения тарана район села Загорцы. Факт падения самолёта на окраине села ранним утром 22 июня 1941 года подтвердили местные жители А. М. Кондратюк, Г. Ф. Соловей и другие. Здесь очень важно свидетельство И. В. Дацюка, который просматривал документы лётчика упавшего самолёта и хорошо запомнил его имя — Иван Иванович Иванов. С земли воздушный бой тройки И-16 с «Хейнкелями» наблюдали авиаинженер А. Г. Больнов и авиатехник Е. П. Соловьёв . Ещё несколько человек знали о таране Иванова «из первых рук» — это бывший командир полка генерал-полковник авиации в отставке И. Д. Подгорный, бывший заместитель командира полка генерал-майор авиации в отставке И. И. Гейбо, бывший начальник штаба полка подполковник в отставке С. В. Молодов. Кроме того, для расследования причин гибели лётчика в полку была создана комиссия из штабных работников, в состав которой входили батальонный комиссар С. И. Бушуев, авиамеханик И. Симоненко и независимый представитель 1-й секретарь Дубенского райкома ВКП(б) А. И. Денисенко, которая подтвердила факт тарана.

#### Воздушный бой звена И. И. Иванова
Во второй половине дня 21 июня 1941 года старший лейтенант И. И. Иванов находился в приподнятом настроении — проверяющий инспектор от дивизии полковник Николай Герасимов дал его мастерству высокую оценку, а вскоре автобусом из Дубно приехали жена с сыном. Специально к приезду семьи Иван Иванович снял комнату в частном доме на окраине Млынова, рядом с аэродромом. Вечером Ивановы принимали гостей — однополчан Ивана. Хозяйка дома, женщина гостеприимная, поставила самовар и напекла пирогов с клубникой. Обсуждали результаты боевой учёбы, детали намеченных на воскресенье спортивных соревнований и вечера художественной самодеятельности. Не обошлось без песен в исполнении Ивана. Разошлись уже за полночь.
Тем временем, в 3:05 (4:05 — по московскому времени) с бывших польских аэродромов Лабуни и Клеменцов поднялись бомбардировщики эскадры KG55 «Гриф», которым предстояло уничтожить места базирования подразделений 14-й смешанной авиационной дивизии. 1-я эскадрилья должна была нанести удар по объектам в районе Ковеля (аэродромы 17-го ИАП в Любитове и Велицке), 5-я эскадрилья имела целью летний аэродром 89-го ИАП в Колках под Луцком, а 7-я, 8-я и 9-я эскадрильи взяли курс на Млынов и Дубно. Последние были наиболее удалёнными целями эскадры, отстоявшими от границы более чем на 120 километров. В 3:15, согласно приказу из Берлина, немецкие самолёты пересекли советско-польскую (а фактически советско-германскую) границу. Передовые посты ПВО сразу доложили в штаб о нарушении воздушного пространства СССР. Следом по истребительным подразделениям Киевского особого военного округа начали объявлять тревогу. По воспоминаниям Веры Владимировны, когда их разбудил посыльный, на часах было около четырёх часов утра. Чтобы не будить хозяев, Иван вышел через окно и на велосипеде поспешил на аэродром.

Схема полёта звена И. И. Иванова 22 июня 1941 года (по версии Шингарёва)

К боевой работе полк приступил уже после 4:00. Иосиф Гейбо в своей книге «Шла двадцатая минута войны» отметил, что первые боевые вылеты истребителей с аэродрома Млынув начались около 4:15, сразу после того, как посты ВНОС Ровенского бригадного района ПВО доложили об обнаружении в воздушном пространстве четырёх целей, идущих курсом с запада на восток на малой высоте. Научный сотрудник архива Министерства обороны СССР Георгий Сергеевич Петров по донесениям полка уточнил, что звено старшего лейтенанта И. И. Иванова поднялось в воздух в 4:10. Согласно полётному заданию, ему предстояло оценить обстановку на ближних подступах к аэродрому Дубно который находился между сёлами Рачин и Горники, а затем, если противник не будет обнаружен, следовать курсом на запад от Дубно. Крайней точкой возврата было обозначено село Сенкевичевка. Полёт был рассчитан на 40 минут, после чего звено Иванова в воздухе должна была сменить другая тройка истребителей.
Итак, в 4:10 Иван Иванов со своими ведомыми лейтенантами Кондраниным и Юрьевым взмыл в небо и взял курс на Дубно. Пролетев над Дубенским замком и обогнув город с востока, Иванов не обнаружил вражеских бомбардировщиков и, действуя согласно приказу, повёл звено в западном направлении. Достигнув междуречья Иквы и Стыра, лётчики довернули на Боремель и тут же увидели группу бомбардировщиков He 111 (по разным данным от шести до девяти). Они шли на малой высоте в сторону Млынува, ориентируясь по ленте шоссе. Атака советских истребителей оказалась для врага неожиданной. Ведущий немецкой группы был расстрелян почти в упор и рухнул на землю. Тем временем тройка И-16 сделала боевой разворот и вновь атаковала самолёты неприятеля. Уклонившись от огня немецких лётчиков и едва не столкнувшись с их машинами, «ишаки» поднырнули под их строй. Тут же новая атака. Одни из «Хейнкелей», задымив, стал отворачивать в сторону. Боевой порядок врага рассыпался, и немцы, беспорядочно сбросив бомбы и прижимаясь к холмам, стали уходить на запад. Иванов попытался их преследовать, но ведомые, покачав крыльями, напомнили, что следует возвращаться. К этому времени звено находилось в воздухе уже более 30 минут, и топливо было на исходе. Заложив крутой вираж, советские лётчики развернулись в сторону Млынова. То, что произошло дальше, лётчики Кондранин и Юрьев описали в своём отчёте:

В 4:55, находясь на высоте 1500—2000 метров, прикрывая аэродром Дубно, заметили идущих на бомбёжку 3 Хе-111. Перейдя в пикирования, атакуя Хе-111 сзади, звено открыло огонь, после израсходования боекомплекта старший лейтенант Иванов протаранил Хе-111, который упал в 5 км от аэродрома Дубно. Старший лейтенант Иванов погиб при таране смертью храбрых, защитив Родину своей грудью. Задание прикрытия аэродрома выполнено. Хе-111 ушли на запад. Израсходовано 1500 шт. патронов «ШКАС».— ЦАМО. Ф. 46 иап. Оп. 143550. Д. 1. Л. 10
В архиве полка вместе с отчётом лётчиков имеется и схема тарана Ивановым немецкого бомбардировщика, разбитая на три фазы.

Схема тарана Ивановым немецкого бомбардировщика

Очевидцы, наблюдавшие таран Иванова с земли, отметили, что немецкий лётчик видел зашедший ему в хвост советский истребитель и, пытаясь избежать атаки, стал заваливаться на крыло, чтобы уйти в пикирование, но Иванов, сделав горку, рубанул винтом по хвостовому оперению бомбардировщика. После тарана И-16 Иванова с сильным креном повело в сторону. От машины что-то отвалилось, но было видно, что лётчик пытается управлять сильно повреждённым истребителем и посадить его в поле. Однако в нескольких метрах от земли самолёт стал сильно раскачиваться, а затем почти отвесно рухнул вниз.
Комиссия, выехавшая на место падения И-16, пилотируемого старшим лейтенантом Ивановым, нашла его на окраине села Загорцы. Машина стояла на краю оврага, уткнувшись носом в густой кустарник. Винт самолёта был сильно погнут, баки почти сухие. Характер повреждений, согласно выводу комиссии, подтверждал факт столкновения в воздухе. Наручные часы лётчика, остановившиеся от удара о приборную панель, показывали 4:25. Эта цифра и была зафиксирована комиссией в качестве точного времени тарана.
Согласно свидетельству И. Симоненко, лётчик находился в кабине самолёта. Он был весь в крови и без сознания. Поскольку врача с ними не было, Бушуев и Симоненко погрузили Иванова в машину и отвезли в Дубно. В госпитале после бомбёжки царила паника. Медперсонал готовился к эвакуации, но всё же истекающего кровью лётчика приняли. Пока врачи боролись за жизнь Иванова, Бушуев и Симоненко помогали грузить в машины пациентов госпиталя и различное оборудование. Но скоро на крыльцо вышел военврач и сообщил, что лётчик умер.

Мы похоронили его на кладбище, — вспоминал впоследствии Симоненко, — поставили столбик с табличкой. Думалось, что отгоним немцев быстро, — установим памятник.
Бывший авиамеханик припомнил, что хоронили они Иванова на так называемом «лётном» кладбище, что находилось на улице Тувинских добровольцев. Ныне это старое кладбище по улице Мирогощанской. Однако найти точное место погребения лётчика так и не удалось.
Указом Президиума Верховного Совета СССР от 2 августа 1941 года за образцовое выполнение боевых заданий командования на фронте борьбы с германским фашизмом и проявленные при этом отвагу и геройство старшему лейтенанту Ивану Ивановичу Иванову было присвоено звание Героя Советского Союза посмертно.

#### Дата смерти И. И. Иванова
В большинстве опубликованных биографий Героя датой его смерти указано 22 июня 1941 года. В то же время некоторые авторы, основываясь на первичных документах из Центрального архива Министерства обороны России (донесение о безвозвратных потерях 14 САД от 31 июля 1941 года № 8704, приказ № 3 об исключении из списков Красной Армии ГУК НКО СССР от 19 сентября 1941 года, приказ № 13 об исключении из списков Красной Армии УК ВВС от 31 марта 1942 года, учётно-послужная карточка И. И. Иванова и некоторые другие) указывают датой гибели лётчика 23 июня. Однако к первичным документам, составлявшимся более чем через полтора месяца после начала войны, следует относиться с осторожностью. Особенно в этом отношении показательно донесение о безвозвратных потерях 14 САД от 31 июля 1941 года № 8704, где сказано, что старший лейтенант И. И. Иванов «разбит в воздушном бою 23.6.41 г.» при том, что ещё 22 июня 46-й истребительный авиационный полк получил приказ о передислокации на другой аэродром и по этой причине 23 июня боевые вылеты не совершал. К тому же в первичных документах всё же имеются разночтения. Так, в донесении о безвозвратных потерях ГУК НКО СССР от 20 сентября 1941 года № 649 датой гибели Иванова указано 22 июня. Да и из логики рассказа Симоненко также ясно, что Иван Иванов умер в госпитале города Дубно утром 22 июня 1941 года.

#### Объект тарана
В 1994 году в Штутгарте была опубликована книга бывшего лётчика Люфтваффе Вольфганга Дириха «Бомбардировочная эскадра 55 „Гриф“», в которой автор среди прочего опубликовал сведения о потерях соединения в первые часы войны. Основываясь на материалах книги, известный российский исследователь Михаил Зефиров подсчитал, что эскадрильи эскадры в первые часы войны с СССР потеряли в районе Млынув — Дубно восемь самолётов и ещё 5 вернулись на свои аэродромы с серьёзными повреждениями. Из 8 потерянных самолётов 5 были сбиты советскими истребителями. Из трёх оставшихся Зефиров выделил один, который соответствует версии тарана. Это «Хейнкель-111» № 2928 3-й эскадрильи, имевший задачу бомбить аэродром южнее Дубно (командир корабля унтер-офицер Werner Bahringer, штурман унтер-офицер Franz Buttscher, бортрадист унтер-офицер Karl Argstorfer, бортмеханик обер-фельдфебель Arthur Lerche, воздушный стрелок ефрейтор Oskar Restemeier). Воздушный стрелок погиб при таране, остальные члены экипажа пропали без вести.
Другие исследователи считают более вероятным, что Иванов таранил аналогичный бомбардировщик с заводским номером № 1410 из состава 7-й эскадрильи (командир корабля унтер-офицер Horst Wohlfeil, штурман унтер-офицер Eugen Moser, бортрадист унтер-офицер Werner Börngen, бортмеханик унтер-офицер Alfred Parplies, воздушный стрелок ефрейтор Hermann Bäringhausen), шедший бомбить аэродром у Млынува и который у Дириха обозначен как сбитый истребителем. Все члены этого экипажа погибли.

#### Первый или второй
По разным оценкам 22 июня 1941 года от 15 до 20 советских лётчиков применили в боях с пилотами Люфтваффе воздушный таран. Большинство имён лётчиков известно, но их место в хронологическом списке по-прежнему является предметом дискуссии. Особенно жаркие споры существуют относительно «авторства» первого в истории Великой Отечественной войны тарана. Например, М. А. Жирохов и А. В. Котлобовский отдают пальму первенства пилоту 124-го истребительного авиационного полка младшему лейтенанту Д. В. Кокореву, считая, что он таранил вражеский истребитель в 4:15 «в то время как Иванов совершил таран только через десять минут». Другого мнения придерживаются исследователи таранов профессор А. Д. Зайцев и С. С. Верховский, которые уверены, что первым совершил свой подвиг в 4:55 старший лейтенант Иванов, а в 5:00 таран совершил Кокорев.
Наиболее взвешенную позицию занимал по этому вопросу С. С. Смирнов, который ещё в середине 1960-х годов, когда спор только начинался, отметил в своей книге «Рассказы о неизвестных героях»:

Но кто же всё-таки совершил первый таран в Великой Отечественной войне, спросит читатель: Иванов или Кокорев? Думаю, что установить это со всей точностью будет просто невозможно. Да и важно ли это в конце концов? Пусть все эти имена: Дмитрия Кокорева и Ивана Иванова, Леонида Бутелина и Петра Рябцева — будут отныне и навсегда вписаны в боевую историю нашей авиации, и Родина воздаст должное памяти отважных лётчиков, славных продолжателей знаменитого русского сокола Петра Нестерова, которые грудью прикрыли небо Родины в грозный час войны.

## Семья

### Происхождение

Евгения Ивановна и Иван Иванович Кузнецовы

Иван Иванов происходил из семьи потомственных кузнецов. Его дед, Иван Гаврилович (около 1850—18.09.1894) переехал в Гребневскую волость в 1870-х годах вместе с женой Пелагеей Андреевной (1850—1891) и отцом Гаврилой Игнатовичем (1815—1892). В метрической книге Гребневской церкви он впервые упоминается под 1875 годом по случаю рождения у него сына Ивана, отца будущего Героя, и записан в ней как мещанин Сретенской слободы Москвы. Местная крестьянская община, нуждавшаяся в услугах кузнеца, выделила ему дом в деревне Новой и кузницу. Кроме сына Ивана, у Пелагеи Андреевны и Ивана Гавриловича родилось ещё шестеро детей — сыновья Николай (1879—1936) и Михаил (1887—после 1910), дочери Татьяна (1867—после 1892), Евдокия (1869—1893), Ольга (1883 г. р.) и Елизавета (1891 г. р.).
Иван Гаврилович скоропостижно скончался от сердечного приступа осенью 1894 года в возрасте 43 лет. Старший из его сыновей, Иван Иванович, которому на момент смерти отца ещё не исполнилось 19 лет, уже в следующем 1895 году поставил на выделенном ему общиной деревни Чижово участке земли в слободе Грызлова («на Грызловке») новый дом.
Долгое время братья Иван и Николай, а затем и немного подросший Михаил работали вместе. Ковали лошадей на постоялых дворах и конных заводах в Райках и Сукманихе, изготавливали подковы, обручи для колёс, болты, чинили крестьянский инструмент. Иван женился первым в октябре 1897 года. Его избранницей стала Евгения Ивановна Платонова, крестьянка из села Потапово-2. До замужества она шесть лет работала на швейной фабрике Зубковых в Хомутово, где научилась хорошо шить, и позднее одевала не только всю семью, но и половину соседей. У Евгении Ивановны был прекрасный голос — дискант, и она до старости пела на клиросе в Гребневской церкви. От неё сыну Ивану перешли и музыкальные способности, и светлые кудрявые волосы. Евгения Ивановна не только вела домашнее хозяйство, но и часто помогала мужу в кузнеце, выполняя работу подмастерья-молотобойца.

Николай Иванович Кузнецов, дядя И. И. Иванова

Старший из дядьёв Ивана Ивановича-младшего, Николай Иванович, женился в 1907 году и переехал на постоянное место жительства в Каблуково, где также занимался кузнечным делом. В молодости он служил в Русской императорской армии и после увольнения в запас был приписан запасным мастеровым старшего разряда к 13-му пехотному Белозерскому генерал-фельдмаршала графа Ласси полку. В 1914 году как военнообязанный он был мобилизован в армию. Воевал на российско-германском фронте Первой мировой войны, попал в плен и смог вернуться в родные места только в 1918 году. Второй дядя, Михаил Иванович, женился в 1910 году. Стал работать самостоятельно на конном дворе у купца Василия Балина в усадьбе Сукманиха, а позднее переехал в Щёлково. Таким образом, Иван Иванович-старший стал единственным хозяином отцовской кузницы и дома в Чижово, в котором родился и вырос будущий Герой. Дом этот, основательно перестроенный в 1924 году, простоял больше ста лет и сгорел во время пожара в октябре 2008 года.
Иван Гаврилович в паспорте был записан как бесфамильный. Иван Иванович, отец Героя, уже фигурировал в метрических книгах под фамилией Кузнецов. Все дети Ивана Ивановича также были записаны как Кузнецовы, но большинство из них в период с 1910 по 1920 год (а некоторые и раньше) сменили фамилию на Ивановы.

### Братья и сёстры
У Ивана Ивановича и Евгении Ивановны родилось 11 детей. Трое из них, Иван (1899—1900), Василий (1912—1916) и Евдокия (1914—1916), умерли маленькими.
Самым старшим из детей в семье был Виктор (30.03.1901 — 10.11.1973). Он женился в 1925 году и именно для него к старому дому пристроили новую половину. Однако Виктор предпочёл жить отдельно и поставил новый дом на противоположном конце Грызловки. Работал кузнецом. Во время Великой Отечественной войны служил в 30-й тракторной армейской ремонтной мастерской 5-й армии, занимаясь ремонтом бронетехники. Внёс два рационализаторских предложения: приспособление для подъёма заднего моста СТЗ-НАТИ и метод ускоренной сварки металла кузнечным способом. Затем участвовал в советско-японской войне. Награждён медалями, в том числе «За боевые заслуги».
Старшая из сестёр, Валентина, по мужу Серова (30.01.1903 — 20.07.1999). После замужества жила в деревне Мизиново. Её сын Александр является основным источником информации о семье Кузнецовых—Ивановых, а также автором воспоминаний о дяде Иване.
Пётр (18.09.1905 — 19.04.1938). Как и все мужчины в семье начинал работать кузнецом. Затем трудился шофёром на заводе «Радио-Лампа». Погиб ещё до войны, попав под машину.
Антонина, по мужу Смирнова (28.02.1908 — 1960). После замужества жила в деревне Новой. Работала на заводе «Радио-Лампа».
Григорий (22.01.1911 — около 1987). Работал сначала кузнецом, затем шофёром. Во время войны служил на Балтийском флоте, был командиром отделения мотористов тральщика № 360 7-го дивизиона тральщиков 2-й бригады траления. После победы над Германией жил в Ленинграде. Награждён орденом Отечественной войны 1-й степени и медалями, среди которых медаль Ушакова и медаль «За оборону Ленинграда».
Любовь, по мужу Эдель (05.08.1915 — 13.09.1947). Крестьянка. Жила и работала в деревне Подлипки.
Евгения (р. 21.12.1917). Была замужем за лётчиком морской авиации Иваном Дмитриевичем Тимофеевым, в годы войны командовавшим эскадрильей 51-го минно-торпедного авиаполка. Жила в Пензе.

### Личная жизнь

И. И. Иванов с женой Верой и сыном Владимиром

Иван Иванов был женат дважды. О первой его семье известно немного. Супругу звали Агриппиной Дмитриевной. Они поженились, по всей видимости, во время учёбы Ивана Ивановича в Одессе. Брак оказался скоротечным. Семья распалась к 1935 году. От первого брака у Иванова в 1935 году родился сын Дмитрий. О нём известно только то, что после войны он жил в Донецкой области под фамилией Железнов и до 1952 года, то есть до исполнения семнадцати лет, получал от Министерства обороны через Донецкий областной военкомат пенсию за погибшего отца.
Вторая жена, Вера Владимировна Бочарова (1912—1998), по линии отца, Владимира Григорьевича, принадлежала к роду купцов и фабрикантов Бочаровых. По линии матери, Марии Анисимовны, приходились роднёй промышленникам Бирюковым. Брак был зарегистрирован то ли весной, то ли осенью 1935 года. Сама Вера Владимировна о дне бракосочетания вспоминала:

Не ждите описания свадьбы. Такая тогда была мода: расписались в загсе — и всё. И родителям не сказали. Взялись за руки и вышли из загса: он Иванов, я — Бочарова.
После гибели мужа жила с матерью в Никольском. Их сын Владимир Иванович Бочаров (1936—2008) работал инженером-конструктором в Московском авиационном институте. После выхода на пенсию жил в Реутове.

## Награды и звания
- Медаль «Золотая Звезда» (2 августа 1941)[37]
- Орден Ленина (2 августа 1941) — за образцовое выполнение боевых заданий Командования на фронте борьбы с германским фашизмом[37]
- Почётный гражданин города Фрязино[74]

## Память
- В целях увековечения памяти Героя Советского Союза И. И. Иванова во Фрязино по инициативе парткома НИИ-160 в 1961 году одной из улиц города было присвоено его имя[75].
- Решением Исполнительного комитета Фрязинского городского совета депутатов трудящихся Московской области от 14 августа 1973 года имя Ивана Иванова было присвоено Фрязинской средней общеобразовательной школе № 1[76]. В учебном заведении существует музей боевой славы, часть экспозиции которого посвящена жизни и подвигу лётчика[77]. В 1989 году в ознаменование 80-летия со дня рождения И. И. Иванова в помещении школы был установлен бюст Героя[78].
- 12 сентября 1973 года в городе Фрязино была открыта Аллея Героев (улица Московская, 3), на которой был установлен гранитный бюст И. И. Иванова работы московского скульптора Н. А. Иванова[79].
- 8 мая 2010 года во Фрязино был открыт Дом-музей Героя Советского Союза И. И. Иванова (проспект Мира, 26). Он был построен поблизости от того места, где в пожаре 27 октября 2008 года сгорел настоящий дом Ивановых, срубленный ещё отцом Героя в 1895 году[80]. Несмотря на то, что постройка является новоделом, на её фасаде установлена памятная доска с надписью[81]:

В этом доме родился и жил Герой Советского Союза Иван Иванович Иванов.
- Ещё одним мемориальным местом И. И. Иванова во Фрязино является скульптурная композиция «Лётчик и мальчик с планёром». Первоначально она не имела никакого отношения к Иванову. Гипсовая скульптура появилась в городе в начале 1960-х годов и сначала была установлена на улице Московской. По мнению краеведа А. С. Батькова, она является курсовой работой Эрнста Неизвестного. В связи с расширением городской черты в 1965 году памятник решили перенести на окраину деревни Чижово (тогда ещё самостоятельного поселения) и посвятить его местному уроженцу Герою Советского Союза И. И. Иванову. Связь между скульптурной группой и героем-лётчиком была создана с помощью мемориальной доски, текст которой первоначально гласил: «Герой Советского Союза, лётчик-истребитель Иванов Иван Иванович, совершивший первый воздушный таран самолёта противника 22 июня 1941 г.». Современный текст на памятной доске отличается от первоначального:

Герою Советского Союза Иванову Ивану Ивановичу, совершившему одним из первых в Великой Отечественной войне 22 июня 1941 г. воздушный таран. Благодарные земляки.
Памятник расположен по адресу: проспект Мира, 29.
- Именем Героя Советского Союза И. И. Иванова названа улица в городе Щёлково Московской области. На фасаде дома № 20/21 по улице Иванова установлена аннотационная доска с текстом[81]:

Улица Иванова названа именем Ивана Ивановича Иванова (1909—1941), Героя Советского Союза, погибшего при таране фашистского самолёта 22 июня.
- Памятник подвигу И. И. Иванова установлен в октябре 1978 года на въезде в город Дубно (Ровненская область Украины) со стороны города Ровно недалеко от места, где в июне 1941 года находился аэродром. Он представляет собой взмывающий в небо реактивный истребитель МиГ-19[15]. На постаменте имеется стилизованный барельеф лётчика и мемориальная доска с надписью на украинском языке, которая в переводе на русский гласит[84]:

Старший лейтенант Иванов Иван Иванович в первый день Великой Отечественной войны 1941-45 гг. в воздушном бою таранивший фашистский самолёт, за что посмертно удостоен звания Героя Советского Союза.
- В самом Дубно, на фасаде дома, где перед войной жила семья Ивановых (улица Семидубская, 3), установлена мемориальная доска с надписью на русском языке[85]:

В этом доме с 1940 г. по июнь 1941 г. жил старший лейтенант И. И. Иванов. Двадцать второго июня в четыре часа двадцать пять минут совершил первый в Великой Отечественной войне воздушный таран фашистского самолёта, за что посмертно удостоен звания Героя Советского Союза.
- У села Великие Загорцы Дубенского района Ровненской области Украины, на месте падения самолёта И. И. Иванова, установлен памятник в виде вытянутой в небо руки, останавливающей бомбу войны[86]. Рядом с монументом установлена стела с надписью на русском языке:

Герою Советского Союза лётчику-истребителю Ивану Ивановичу Иванову, совершившему в небе над этим селом в первые минуты Великой Отечественной войны воздушный таран фашистского самолёта, отдавшему жизнь за счастье Родины и мир на земле. Июнь 1981.
- Имя Ивана Иванова увековечено на стеле Героев Советского Союза в городе Ровно (улица Соборная, 63).

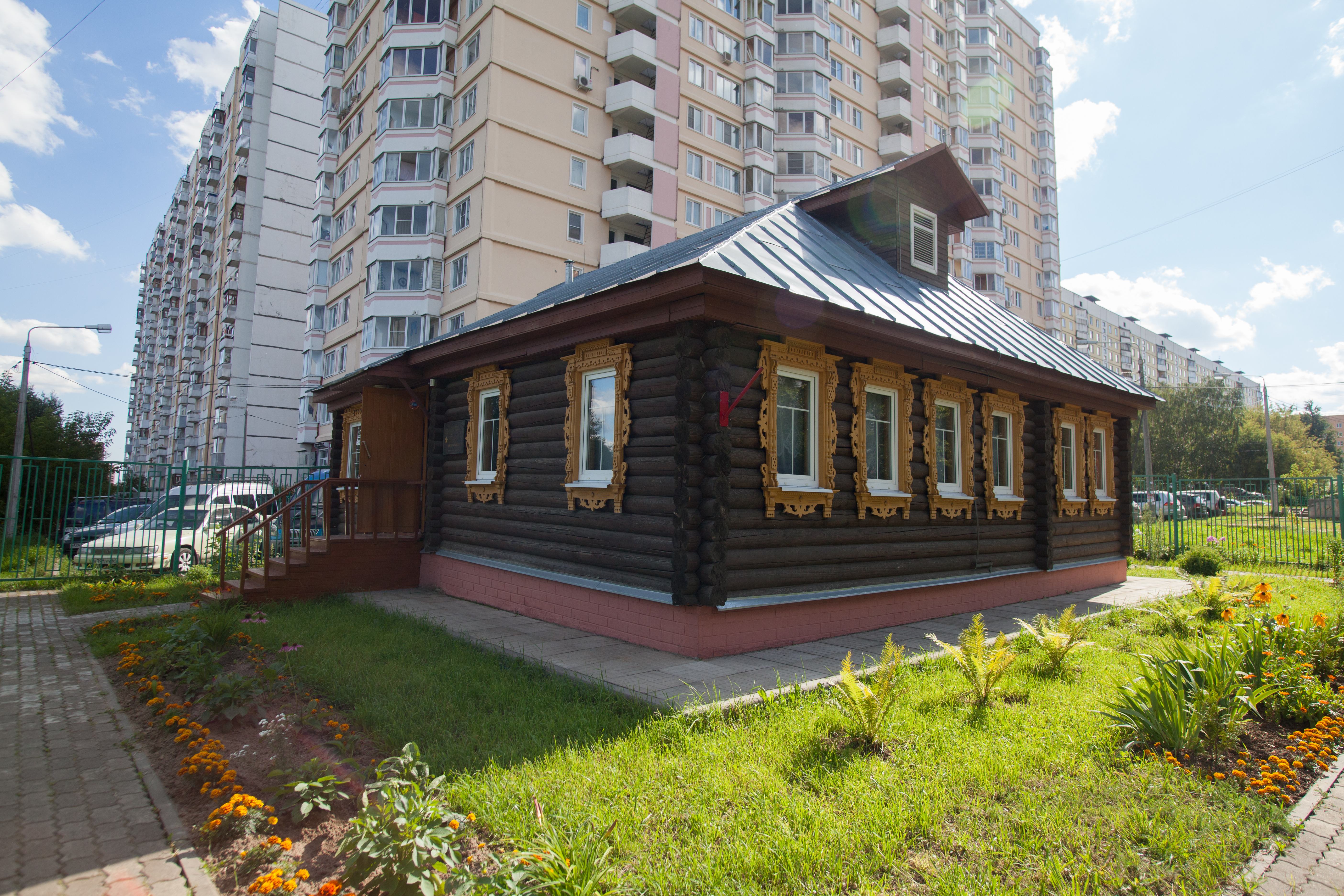
Дом-музей И. И. Иванова во Фрязино
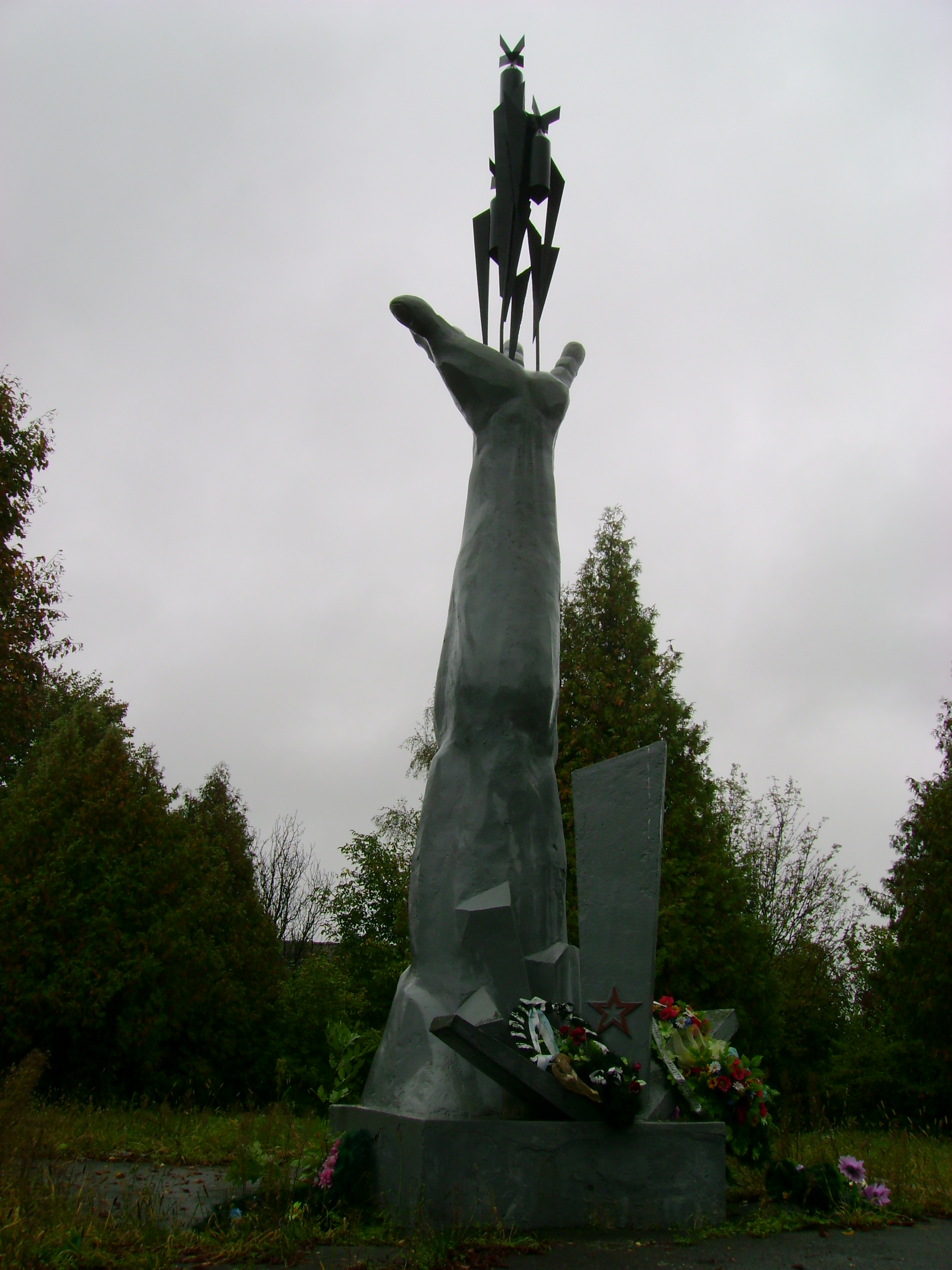
Памятник в селе Великие Загорцы
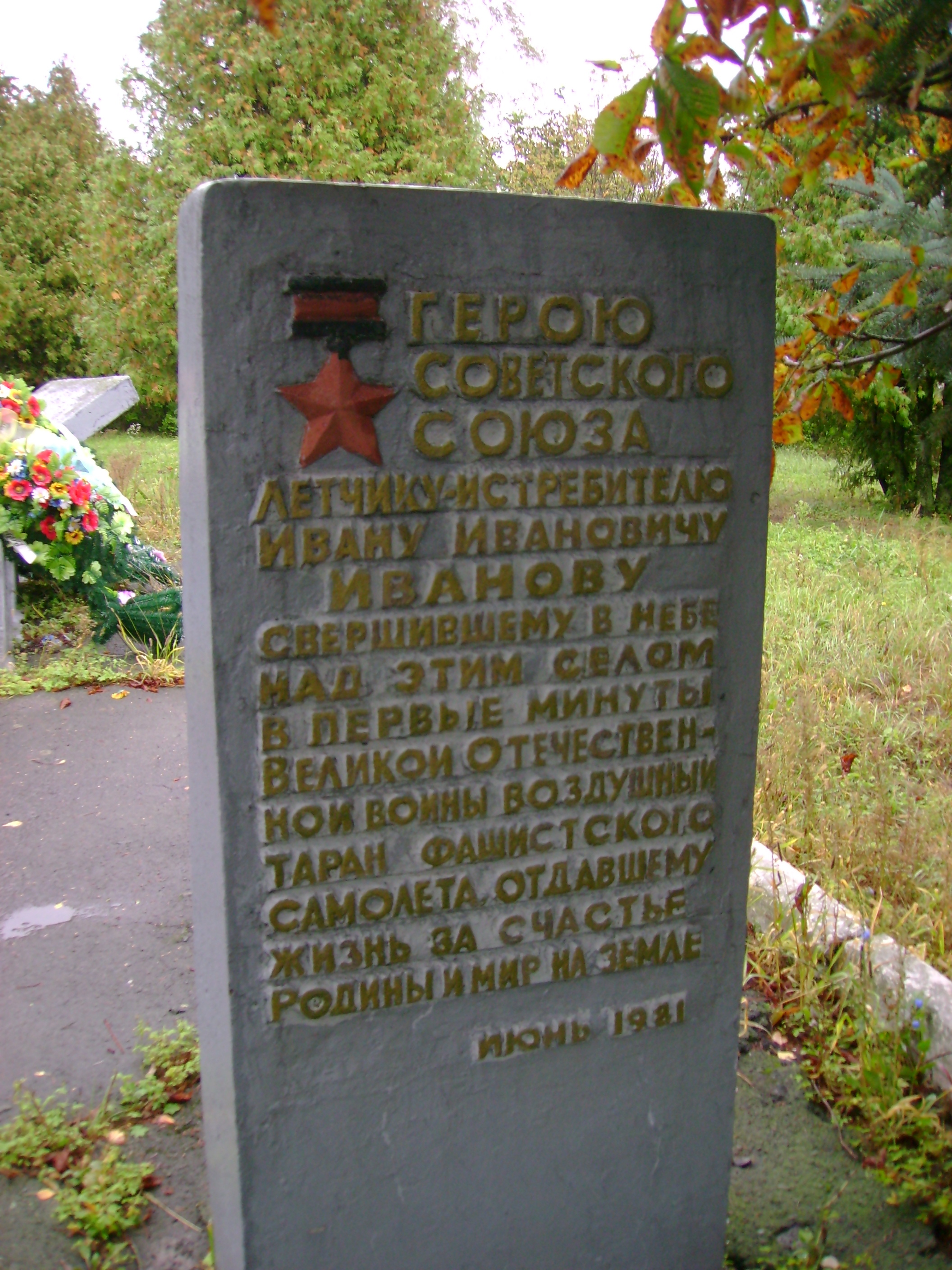
Стела в селе Великие Загорцы

## Отзывы и мнения
Ещё днём, в перерыве между вылетами, кто-то доложил мне, что из первого боевого вылета не вернулся командир звена старший лейтенант Иван Иванович Иванов. В полку он был всеобщим любимцем. Уважали его за незлобивый характер, за золотое сердце, ценили за лётное мастерство, а ещё за песни. Его мягкий и звучный тенор очень нравился друзьям-однополчанам.— Генерал-майор в отставке Герой Советского Союза И. И. Гейбо.

Иванов — мой сосед по квартире. Был он чудесным парнем, хорошим другом и семьянином. И, конечно, отличным пилотом и метким стрелком. Никто не мог с ним сравниться в воздушной стрельбе.— Гвардии подполковник технической службы в запасе А. Г. Больнов.

Отец вертел пудовую гирю на мизинце играючи! Хотя был среднего роста и вовсе не богатырского сложения. И что ещё «не богатырского» было в нём, так это замечательный лирический тенор и добрая ямочка на подбородке. Но плечи его широченные и руки железные, которыми он подхватывал меня и бросал под потолок, — одно из немногих воспоминаний того лета 1941 года, когда у меня ещё был отец…— В. И. Бочаров о своём отце, Герое Советского Союза Иване Ивановиче Иванове.

## Комментарии
1. ↑  В некоторых краеведческих источниках название деревни пишется как Чижёво, но в справочнике Шрамченко её название указано как Чижово (см. Шрамченко А. П. Справочная книжка Московской губернии: (описание уездов). — М.: Губернская типография, 1890. — С. 101. — 420 с. Архивировано 4 января 2014 года.).
2. ↑  В некоторых краеведческих источниках название деревни пишется как Ново, но в справочнике Шрамченко её название указано как Новая (см. Шрамченко А. П. Справочная книжка Московской губернии: (описание уездов). — М.: Губернская типография, 1890. — С. 100. — 420 с. Архивировано 4 января 2014 года.).
3. ↑  Информация об учёбе Иванова в Пермской авиашколе или авиационной школе на Урале имеется на нескольких интернет-сайтах в том числе «Герои страны» Архивная копия от 10 мая 2013 на Wayback Machine, Таран — оружие смелых Архивная копия от 8 апреля 2011 на Wayback Machine, персональный сайт, посвящённом подвигу лётчика «Первый таран Великой Отечественной» Архивная копия от 27 января 2016 на Wayback Machine, которые ссылаются на многочисленные публикации. По воспоминаниям Евгении Ивановны, матери Героя, Иван начал путь в авиацию именно на Урале. Этой же версии, как весьма вероятной, придерживается и биограф Иванова Георгий Ровенский /см. 7, стр. 33/. Однако в учётно-послужной карточке И. И. Иванова какие-либо сведения о пребывании его в Перми отсутствуют. Впрочем на полях карточки имеется пометка, что она «заполнена на основании старого личного дела». Возможно запись была утеряна при переписывании. Исследовательница таранов Л. И. Жукова /см. 4/ придерживается мнения, что Иванов сначала отслужил срочную службу, а затем сразу поступил в 8-ю Одесскую ВАШП.
4. ↑  8-я Одесская военная авиационная школа стала Конотопской с 31 октября 1940 года.
5. ↑  Аэродром находился к югу от Млинова на противоположном берегу Иквы.
6. ↑  В сборнике «Шаги в бессмертие» /см. 13/ текст характеристики несколько отличается от варианта Воронецкого:
 

Воздушный бой одиночный ведёт хорошо. Материальную часть и моторы знает хорошо, эксплуатирует грамотно. Аварий и поломок не имеет. Звеном руководить умеет, занимается с лётчиками по теории воздушной стрельбы, передать опыт умеет и передаёт. Дисциплина в звене хорошая. Аварий, поломок и блудёжек в звене нет. Звено сколочено… Принимал участие в борьбе с белофиннами, имеет семь боевых вылетов: три ночью, четыре днём на самолёте «Р-зет». Общий налёт 621 час 43 минуты, 2240 посадок… Волевые качества: инициативен, решителен, требователен к подчинённым, к себе тоже. Тактически грамотен. Должности командира звена соответствует, достоин по личным способностям продвижения на помощника командира эскадрильи с присвоением военного звания капитана.
7. ↑  В воспоминаниях ветеранов полка упоминается другая пара ведомых старшего лейтенанта Иванова — Иван Сегедин и Фёдор Диев (А. Г. Больнов называет фамилии Сегедин и Кубарев). Однако в архиве полка сохранился отчёт лётчиков Юрьева и Кондранина, участвовавших в этом воздушном бою. В сборнике «Шаги в бессмертие» упоминается также фамилия Кондранина как подчинённого Иванова.
8. ↑  Рассказы А. Г. Больнова /см. 7, стр. 90—91/ и Е. П. Соловьёва /см. 7, стр. 93/ опубликованы в исследовании Г. Ровенского. Воспоминания Больнова также опубликованы в «Правде Украины» за 15 ноября 1957 года /см. 17/.
9. ↑  Рассказ С. В. Молодова приведён в статье О. Курина «Бессмертный подвиг Ивана Иванова…» /см. 17/.
10. ↑  Согласно Шингарёву /19/ — бортовые часы.
11. ↑  Кладбище по улице Мирогощанской в Дубно на Wikimapia Архивная копия от 4 августа 2011 на Wayback Machine.
12. ↑  Согласно свидетельству П. Яковчука /см. 23/, местные жители указали ему на одну из безымянных могил, в которой, по их мнению, был похоронен И. И. Иванов, но журналист усомнился в достоверности этой информации.
13. ↑  Dierich W. Kampfgeschwader 55 «Greif». Stuttgart: Motorbuch Verlag, 1994.
14. ↑  Согласно Г. В. Ровенскому /см. 7, стр. 19—20/ Потапова — не настоящая фамилия Евгении Ивановны, а фамилия её приёмных родителей. Георгий Васильевич также приводит сведения /7, стр. 21/, что её родной брат носил фамилию Орлов.
15. ↑  Ныне в черте города Щёлково.
16. ↑  Ныне одноимённый посёлок в составе города Щёлково.
17. ↑  По данным Ровенского /7, стр. 44/ брак был зарегистрирован в октябре-ноябре 1935 года. Сама Вера Владимировна вспоминала /см. 13/, что они поженились весной 1935 года.

## Видео
- Герой Советского Союза Иван Иванович Иванов. Фильм из цикла «Герои Победы.
- Герой СССР Иван Иванович Иванов. Фильм из цикла «Щёлковские легенды».